# ポースケ
ポースケは、日本の小説家、津村記久子による小説。第140回芥川賞受賞作「ポトスライムの舟」の5年後の物語を描く。

## 概要
『ポースケ』は、2013年12月10日に単行本が中央公論新社より書き下ろしで刊行された。単行本の装幀は、名久井直子による。単行本の装画は、100%ORANGEによる。文庫版は、2018年1月23日に中公文庫より刊行された。文庫解説は、書評家の江南亜美子が担当している。
第140回芥川龍之介賞を受賞した『ポトスライムの舟』から5年後の物語が描かれているが、著者の津村は、「店を経営している人物が必要と考えたときに、過去にそうした人物を描いたことに思い当たった」との旨を述べており、作品間のリンクは、意識的に行っているわけではないという。
単行本のあとがきに、近鉄大阪線・五位堂駅付近にある「カフェ ブラリバ」 (cafe braliva) の他、近鉄郡山駅よりバスでおよそ12分の矢田東山停留所の付近にある「米粉のパンとお菓子 睦実」や近鉄奈良駅からおよそ1キロメートルの転害門の付近にある「コハル・カフェ」 (koharu cafe) の経営者に、貴重な話をきいた旨が記されている。

## あらすじ
睡眠相後退症候群を患っているという竹井佳枝は、上司との関係が原因でうつ病を発症し、会社を退職してから、ヨシカが経営する店で働くようになった。肌の弱い加藤のぞみは、職場の人間関係で苦労している。梶谷恵奈は、飼育栽培委員であり、イチゴを栽培している。大学を卒業して以来、土質試験場に勤務している梅本ゆきえは、仕事で多忙であるため、ほとんど家事に手が付けられないでいる。ピアノの講師をしている林冬美は、子どもが欲しいと思ってはいるが、夫との間に子どもはいない。とき子は、就職活動で苦労している娘の亜矢子を助けてあげたいと思っている。様々な思いを抱えた女性たちが、ある日、カフェ「ハタナカ」に集まる。

## 主な登場人物
ヨシカ
畑中芳夏。奈良県にあるカフェ「食事・喫茶 ハタナカ」の店主。34歳。
とき子
十喜子。午後のパート。50代半ば。
竹井佳枝
ランチの時間のパートの女性。28歳。
梅本ゆきえ
客。31歳。
ナガセ
長瀬由紀子。ヨシカの友人。掃除や皿洗いと植物の世話をする。34歳。
梶谷恵奈
ヨシカの同級生であるりつ子の娘。小学5年生。
林冬美
ピアノ講師。客。37歳。
加藤のぞみ
客。27歳。

## 書評
作家の大竹昭子は、「津村さんの小説では、どこにでもいそうな『ふつう』の人々の姿が、実況中継のような文体で描きだされます。でも内容は通俗性とは無縁。そこが不思議であり魅力的」と評価している。書評家の江南亜美子は、「津村さんらしく、さまざまな労働のさまがきちんと&ユーモアをたたえて描かれるのがいいんです」と評価している。